# Heimtal
Heimtal é um bairro da cidade de Londrina, no Paraná. Anteriormente era denominado como patrimônio, porém por conta da aproximação da cidade acabou por se tornar um bairro.

## História
Heimtal foi fundado como colônia pelo alemão Carlos João Strass em 1929. A iniciativa se deu a partir da intenção de ocupar a região norte do Paraná, até então pouco explorada e com grande potencial agrícola. Na década de 1920 a Companhia de Terras Norte do Paraná (CTNP), subsidiária da empresa inglesa Paraná Plantations, havia adquirido milhares de alqueires para um grande projeto de colonização.
Embora a colônia agrícola tenha sido destinada inicialmente para colonos alemães e russos-alemães, a área posteriormente recebeu também brasileiros e imigrantes de outras nacionalidades. De acordo com Joahnnes Schilling, no início da formação da colônia, eram 120 famílias alemãs. A maioria das famílias, embora fosse de origem germânica, veio para o Brasil depois de ter se fixado por um período na Rússia.
Em 1930 as casas dos colonos já haviam sido construídas. As residências eram simples, todas de madeira, cobertas de tábuas. Em 26 de julho de 1931 a primeira escola foi inaugurada na localidade. A edificação de madeira, utilizou matéria-prima local. Os primeiros professores da instituição foram os alemães Edmund Stark e Herman Westphalen. A Escola Alemã servia também para reuniões e confraternizações da comunidade. Durante o período da Segunda Guerra Mundial o ensino em alemão foi proibido e a escola fechada em 1940. A escola foi reaberta em 1945 com o ensino em língua portuguesa e passando a se chamar Escola Municipal Padre Anchieta.
Os primeiros colonos eram católicos romanos ou luteranos. Em 1933 foi construída a Capela São Miguel Arcanjo. Foi também dessa comunidade, um dos primeiros cemitérios de Londrina.
Os alemães se dedicaram à agricultura e pecuária, como o plantio de café e lavouras temporárias, a exemplo do feijão, arroz, milho, e criação de porcos e vacas leiteiras, produção de leite e queijos, além de frutas e verduras. A maior parte dos produtos eram vendidos nas cidades da região.
O nome da colônia é uma homenagem a uma aldeia russa Heimtal onde nasceu o barão Arnold von Drachenfelds, corretor da Companhia de Terras Norte do Paraná. A tradução do nome significa "casa do vale" ou então, "vale dos alemães".

## Principais vias
- Avenida Ludwig Ernest (PR-545)
- Avenida Paulo Akaichi (acesso aos condomínios)